# 2 Гидры
2 Гидры (лат. 2 Hydrae), LM Гидры (лат. LM Hydrae), HD 71297 — кратная звезда в созвездии Гидры на расстоянии приблизительно 188 световых лет (около 57,5 парсек) от Солнца. Возраст звезды определён как около 710 млн лет.

## Характеристики
Первый компонент (WDS J08265-0359A) — жёлто-белая пульсирующая переменная звезда типа Дельты Щита (DSCTC) спектрального класса A5III-IV, или A5, или F0VmA6. Видимая звёздная величина звезды — от +5,806m до +5,8m. Масса — около 1,899 солнечной, радиус — около 2,265 солнечного, светимость — около 15,484 солнечной. Эффективная температура — около 7712 K.
Второй компонент — красный карлик спектрального класса M. Масса — около 238,42 юпитерианской (0,2276 солнечной). Удалён в среднем на 1,852 а.е..
Третий компонент (UCAC2 30526684) — оранжевый гигант спектрального класса K. Видимая звёздная величина звезды — +11,68m. Радиус — около 12,12 солнечного, светимость — около 68,666 солнечной. Эффективная температура — около 4843 K. Удалён на 79,9 угловой секунды.
Четвёртый компонент (Gaia DR3 3066498145585607424) — красный карлик спектрального класса M4,5V. Видимая звёздная величина звезды — +11,3m. Масса — около 0,19 солнечной. Удалён на 10,6 угловой секунды (в среднем около 496 а.е.).